# Det bästa (dikt)
"Det bästa" är en dikt av Karin Boye som börjar:
Det bästa som vi äga,
det kan man inte giva
Inledningsraderna återger hela den trestrofiga, rimmade diktens tankeinnehåll. Hela texten blev fri för publicering 2010.